# Stejnopohlavní manželství v Nizozemsku

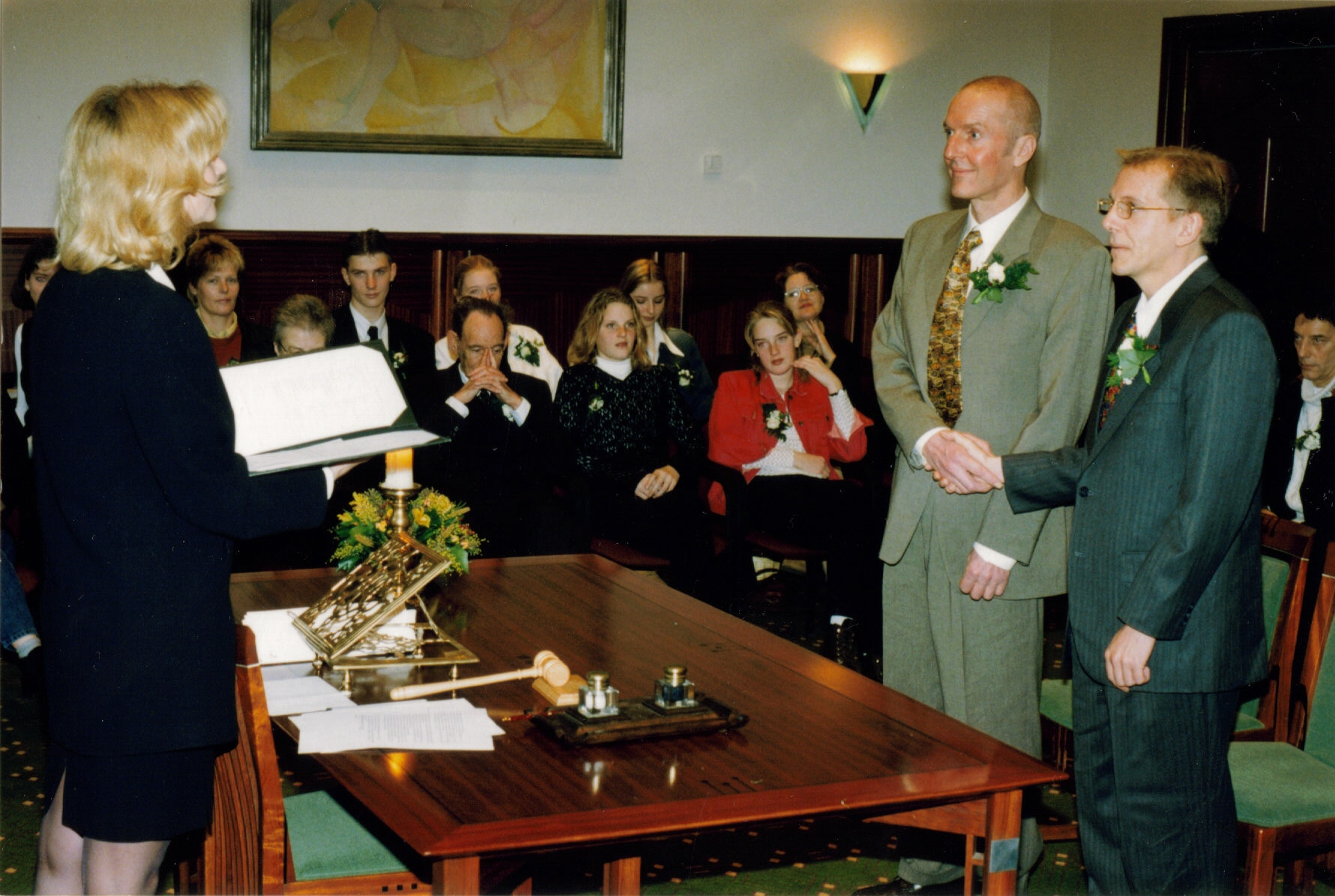
Dva muži vstupující do právoplatného sňatku v nizozemském Amsterdamu první měsíc po zpřístupnění manželství stejnopohlavním párům v r. 2001.

V Nizozemsku je stejnopohlavní manželství (nizozemsky: Huwelijk tussen personen van gelijk geslacht nebo také homohuwelijk) legální od 1. dubna 2001. Nizozemsko bylo tehdy zároveň první zemí, která se k takovémuto kroku odhodlala.

## Historie

### Legislativní proces
Již od poloviny 80. let 20. století začínala skupina gay aktivistů vedená Henkem Krolem, pozdějším šéfredaktorem Gay Krantu, vést dialog s vládou na téma zpřístupnění instituce manželství párům stejného pohlaví. V r. 1995 vydal parlament rozhodnutí sestavit zvláštní komisi, která by se touto problematikou zabývala. Tou dobou nebyla poprvé ve vládnoucí koalici Křesťanskodemokratická výzva. Komise svojí práci ukončila v r. 1997 se závěrem, že občanský sňatek by měl být přístupný i párům stejného pohlaví. Po volbách v r. 1998 se vláda odhodlala k zahájení diskuse. V září 2000 byl projednáván nový zákon v nizozemském parlamentu.
Manželství prošlo Sněmovnou reprezentantů v poměru hlasů 109:33. Senát nový zákon schválil 19. prosince 2000 v poměru hlasů 49:26. Proti hlasovali pouze křesťanské strany, které tou dobou měly 26 ze 75 křesel v parlamentu. Ačkoliv se v příštích volbách podařilo Křesťanskodemokratické výzvě sestavit novou vládu, nebyla z jejich strany zaznamenán žádný pokus o zrušení zákona.
Jediná změna, ke které v již existujícím zákoně regulujícího manželství došlo, bylo přeformulování části 1:30 takto:
Een huwelijk kan worden aangegaan door twee personen van verschillend of van gelijk geslacht.
Manželství je dobrovolný a trvalý svazek dvou osob různého či totožného pohlaví.
Nový zákon nabyl účinnosti k 1. dubnu 2001 a ihned ten den oddal amsterdamský primátor Job Cohen čtyři stejnopohlavní páry. Ještě několik měsíců předtím zastával Cohen pozici státního tajemníka na Ministerstvu veřejné bezpečnosti a spravedlnosti a sám osobně se i podílel na novém zákonu a manželství a jeho přijetí parlamentem.

### Práva a povinnosti
Nizozemské právo požaduje, aby oba snoubenci měli buď nizozemskou státní příslušnost, případně trvalý pobyt na území Nizozemského království. Věk způsobilosti k uzavření manželství je stanovený na 18 let, případně i méně po předchozím souhlasu zákonných zástupců. Zákon je platný pouze pro evropskou část Nizozemska a Karibské Nizozemsko – Bonaire, Svatý Eustach a Sabu, ne však pro autonomní země Nizozemského království.
Jediný drobný rozdíl mezi homosexuálním a heterosexuálním manželství spočívá v jiném přístupu k automatickém rodičovství, vyjma jednoho případu. Podle nizozemského občanského práva (článek 1:198) je matkou dítěte jeho biologická matka a otcem muž, za nějž byla provdaná před narozením. Otcem dítěte musí být podle článku 1:199 osoba mužského pohlaví. Manželka matky se tudíž může stát právoplatným rodičem pouze prostřednictvím přiosvojení. Pouze v jednom případu, kdy nebyl znám biologický otec při procesu anonymního dárcovství spermií lesbickému páru, se rodiči dítěte staly obě ženy žijící v manželství podle článku 1:253sa.
6. dubna 2016 potvrdili ministr zahraničních věcí Bert Koenders a ministr vnitra a spravedlnosti Ard van der Steur, že cizinci a nerezidenti nemohou vstupovat do manželství. Sami označili tento trend za nežádoucí vzhledem k praktickým a právním komplikacím, které některým zúčastněným způsobuje. Diskusi na téma umožnění uzavřít sňatek nizozemským nerezidentům rozvířila Liberální demokratická strana.

### Náboženské denominace
Nizozemští remonstranti byli první křesťanskou denominací, která začala žehnat stejnopohlavním svazkům a manželstvím v r. 1986. V r. 2004 se přidaly i nizozemské protestantské církve, největší protestantské denominace v Nizozemsku, a povolily svým společenstvím žehnat stejnopohlavním sňatkům.

Homosexuální legislativa na Malých Antilách
Stejnopohlavní manželství prováděno
Stejnopohlavní manželství uznávané
Jiný typ partnerského svazku
Neuznáváno či neznámo
Stejnopohlavní sexuální aktivita je ilegální, ale v praxi netrestána
Stejnopohlavní sexuální aktivita ilegální
Žluté koruny: Commonwealth realm
Modré koruny: Nizozemské království

### Aruba, Curaçao a Svatý Martin
Na Arubě, Curaçau a Svatém Martinu  platí jiný občanský zákoník než v evropském Nizozemsku, a tudíž nelze na těchto územích uzavírat stejnopohlavní manželství.
Veškerá teritoria Nizozemského království jsou povinná vést registr stejnopohlavních sňatků uzavřených v Nizozemsku podle rozhodnutí Nejvyššího soudu. Ten rozhodl, že veškeré matriční úřady působící na území Nizozemského království jsou zavázány k této povinnosti dle Charty Nizozemského království. Následná rozhodnutí však nezaručila manželstvím stejného pohlaví všechna privilegia (například sociální zabezpečení heterosexuálních manželských párů).

### Karibské Nizozemsko
Na základě platného zákona, který nabyl účinnosti k 10. říjnu 2012, se manželství stalo homosexuálním párům přístupné i na Bonairu, Svatém Eustachu a Sabě. Změna občanského zákoníku (Burgerlijk wetboek) byla iniciována Sněmovnou reprezentantů, nikoli vládou, což lze interpretovat jako první případ vměšování se do ostrovních záležitostí). Záležitost vyvolala značné kontroverze jednak z důvodu většinového nesouhlasu s takovým zákonem a především proto, že jí šlo považovat za princip "neokolonialismu", respektive vměšování se do interních záležitostí zámoří.
První stejnopohlavní manželství bylo uzavřené na Saběa 4. prosince 2012 mezi Nizozemcem a Venezuelcem, přičemž oba byli trvalí obyvatelé Aruby.
Stejnopohlavní manželství a registrované partnerství uzavřené v zahraničí mají na ostrovech právní status od r. 2011. Manželské homosexuální páry požívají rovných práv a povinností podle ustanovení nizozemského občanského zákoníku (ne občanského zákoníku pro Karibské Nizozemsko) aplikovaného na manželství uzavřená mimo ostrovy od 1. ledna 2011.

### Opozice
Po legalizaci stejnopohlavních sňatků ponechala nizozemská protestantská církev individuálním kongregacím svobodu rozhodování v otázce, zda žehnat či nežehnat takovým svazkům před Bohem. Některé církve se k takovým krokům odhodlaly.
Místní orgány veřejné moci jsou povinny na své půdě uznávat sňatky osob stejného pohlaví a požadovat po svých zaměstnancích, aby oddávali páry stejného pohlaví. Nicméně pokud nebyla v jejich pracovní smlouvě tato povinnost uvedená, nemohli být za svůj odmítavý postoj propuštěni ze zaměstnání. Některá zastupitelstva se rozhodla využít této možnosti a nenutit matrikáře k oddávání takových párů.
V r. 2007 vyvolala značnou vlnu kontroverze prohlášení nově zvoleného Balkenedova vládního kabinetu, že úředníci mají právo odmítnout oddat gay a lesbické páry z důvodu výhrady svědomí. Obce skládající se z převážně socialistických a liberálních zastupitelů tento přístup odsoudilo s tím, že k práci matrikáře platí oddávání všech párů, nikoli jen heterosexuálních. Opoziční strany si stály zatím, že úředník odmítající oddat gay nebo lesbický pár neplní své pracovní povinnosti, a proto by měl být vypovězen z pracovního poměru. Amsterdam se s touto politikou odmítnul ztotožnit a zdůraznil, že všichni jeho zaměstnanci jsou povinni oddávat heterosexuální i homosexuální páry bez výjimky. Podobná prohlášení vydaly následně i další obce. Balkenedův kabinet však stále trval na tom, že takové záležitosti má kompetenci řešit pouze centrální vláda. V praxi se záležitost propouštění úředníků odmítajících oddávat stejnpohlavní páry ponechala pouze k posouzení obcím.

### Statistiky
Podle dostupných informací nizozemského Statistického úřadu tvořila v prvních šesti měsících stejnopohlavní manželství cca 3,6 % všech uzavřených manželství. Vrcholu ve výši 6 % bylo dosaženo v prvním měsíci; zbylé měsíce číslo klesalo na hranici 3 %. Celkem se oddalo 2100 gay a 1700 lesbických párů. Do června 2004 se v Nizozemsku oddalo víc než 6 000 homosexuálních párů.
V březnu 2006 zveřejnil Statistický úřad odhadované počty uzavřených stejnopohlavních manželství v jednotlivých letech: 2500 v r. 2001, 1800 v r. 2002, 1200 v r. 2004 a 1100 v r. 2005.
Od r. 2001 do r, 2011 se v Nizozemsku uzavřelo celkem 14 813 stejnopohlavních manželství, z toho 7522 lesbických a 7291 gay. V to samé období se uzavřelo 761 010 heterosexuálních manželství. Přibližně 1078 stejnopohlavních manželství bylo rozvedeno.
Od r. 2001 do r. 2015 bylo v Nizozemsku oddáno celkem 21 330 párů, z toho 11 195 ženských a 10 135 mužských.

## Registrované partnerství
1. ledna 1998 vešel v účinnost zákon o registrovaném partnerství (nizozemsky geregistreerd partnerschap). Ten pro homosexuální páry znamenal jakousi alternativu k manželství a byl přístupný i párům opačného pohlaví. Cca jednu třetinu uzavřených registrovaných partnerství v letech 1998-2001 tvořily heterosexuální páry. Registrované a manželské páry mají stejná práva a povinnosti. Toto je potvrzeno i změnou souvisejících zákonů, aby se zabránilo diskriminaci, zejména v dědických a jiných záležitostech.

## Neregistrované soužití
Neregistrované neboli neformální soužití znamená stav, kdy spolu žijí dva lidé stejného i opačného pohlaví, ale svůj stav z nějakého důvodu nemají úředně potvrzený. Toto je všude na světě chápáno jako stav, kdy veškerá aktiva náleží do výhradního vlastnictví pouze jednomu z partnerů bez žádných závazků vůči druhému členovi společné domácnosti. Status neregistrovaného soužití na tzv. psí knížku je nizozemskými soudy respektován.

## Veřejné mínění
Podle statistiky výzkumu Ifop zveřejněném v květnu 2013 podporuje 85 % Nizozemců právo homosexuálních párů uzavřít manželství a adoptovat děti.
Eurobarometrické šetření z r. 2015 zjistilo, že 91 % Nizozemců by podpořilo legalizaci stejnopohlavního manželství napříč celou Evropou. 7 % bylo proti.